# Kenichiro Tokura
Kenichiro Tokura (født 31. maj 1971) er en tidligere japansk fodboldspiller.
Han har spillet for flere forskellige klubber i sin karriere, herunder Verdy Kawasaki.